# Neutrino sterile
I neutrini sterili sono particelle ipotetiche che non prendono parte a nessuna delle interazioni fondamentali del Modello Standard, ad eccezione della gravità. Il termine neutrino sterile è usato per distinguerlo dai noti neutrini attivi del Modello Standard, che sono particelle che interagiscono tramite l'interazione debole. 
Il termine neutrini sterili si riferisce generalmente a neutrini con chiralità destrorsa, che potrebbero essere aggiunti al Modello Standard, ad esempio tramite il meccanismo seesaw. Occasionalmente il termine viene usato in senso più generale per qualsiasi fermione neutro. 
La possibile esistenza di neutrini destrorsi è teoricamente ben motivata, poiché tutti gli altri fermioni noti sono stati osservati con chiralità sia sinistrorsa che destrorsa, e può spiegare in modo naturale le masse dei neutrini attivi osservati. La massa dei neutrini destrorsi stessi è sconosciuta e potrebbe avere un valore compreso tra 1015 GeV e meno di un eV.
Il numero di tipi di neutrino sterile è sconosciuto. Questo è in contrasto con il numero di tipi di neutrini attivi, che deve uguagliare quello dei leptoni carichi e delle generazioni di quarks per assicurare la libertà da anomalia dell'interazione elettrodebole. 
La ricerca di neutrini sterili è una area attiva della fisica delle particelle. Se esistono e se la loro massa è inferiore all'energia delle particelle accessibile sperimentalmente, possono essere prodotti in laboratorio, mediante oscillazione tra neutrini attivi e sterili o in collisioni di particelle ad alta energia. Se i neutrini sterili fossero più pesanti dei neutrini attivi, l'unica conseguenza direttamente osservabile della loro esistenza sarebbe la massa osservata dei neutrini attivi. I neutrini sterili potrebbero, tuttavia, essere responsabili di una serie di fenomeni attualmente inspiegati in fisica cosmologica e astrofisica, tra cui la materia oscura, la bariogenesi o l'energia oscura.
I neutrini sterili potrebbero essere leptoni neutri pesanti, indicati come neutral heavy leptons o heavy neutral leptons (NHL o HNL).
L'ipotesi del neutrino sterile è stata formulata per risolvere i problemi della Teoria dell'oscillazione dei neutrini; talvolta viene anche considerata una possibile spiegazione (parziale o completa) del problema della massa mancante dell'universo in termini di materia oscura fredda (ovvero, che non emette radiazione).
Nel gennaio 2023 sono stati pubblicati i risultati finali dell'esperimento STEREO, che riportano la misura più precisa dello spettro energetico degli antineutrini associati alla fissione dell'uranio 235. I dati sono coerenti con il modello standard e confutano l'ipotesi del neutrino sterile.